# (994) Otthild
(994) Otthild és un asteroide del cinturó principal descobert el 18 de març de 1923 per l'astrònom alemany Karl W. Reinmuth.
Probablement té el nom d'una noia de l'almanac alemany Lahrer Hinkender Bote.
Otthild forma part de la família Maria.
S'estima que té un diàmetre de 24,42 ± 1,6 km. La seva distància mínima d'intersecció de l'òrbita terrestre és d'1,23369 ua.
Les observacions fotomètriques recollides d'aquest asteroide mostren un període de rotació de 5,95 hores, amb una variació de lluentor de 10,30 de magnitud absoluta.